# Richmond (California)
Richmond (pronunciación fonética internacional en inglés [ɹɯʒmɐnɖ]) es una ciudad urbana en el condado de Contra Costa, en el este de la Bahía de la Área de la Bahía de San Francisco (Estados Unidos). Tiene una población diversa, con pluralidades blancas, negras y latinas, entre otros, incluyendo nativos significantes. El grupo más grande son los afroamericanos, superando por un poco a los blancos. Es mayormente conocida por albergar a Richmond High School, preparatoria donde se ambienta la película Coach Carter (Juego de honor). En 2020 se calculó que la población era de 116,448 personas.

## Demografía
31,06% blancos, 36% negros o afroamericanos, 26,06% hispanos o latinos, 12,29% asiáticos.

## Geografía
- Altitud: 15 metros.
- Latitud: 37° 56' 08" N
- Longitud: 122° 20' 48" O

Tiene fronteras con las ciudades de Pinole, San Pablo, El Cerrito y las comunidades sin incorporación de El Sobrante, North Richmond, Tara Hills, Bayview-Montalvin Manor y Kensington. Tiene frontera con el condado de condado de Marín y la ciudad y condado de San Francisco en el peñón Red Rock Island, así como mucha costa de la Bahía de San Francisco.

## Economía
La economía está basada en la industria; el empleador principal es la refinería Chevron. Otros importantes empleadores son la empresa no lucrativa Kaiser Permanente y los almacenes Macy's, J. C. Penney y Sears en el Mall, y Hilltop Mall al norte de la ciudad.
Para el transporte rodado están las autopistas interestatales 580, que conecta Richmond al condado de Marín por el puente Richmond-San Rafael, y la 80 hasta el condado de Solano al norte y hasta Oakland y San Francisco al sur. Para transporte público hay una estación del BART y una estación del servicio de ferrocarriles Amtrak.

## Educación
El Distrito Escolar Unificado de West Contra Costa gestiona escuelas públicas.

## Ciudades hermanas
- Shimada, Japón.
- Regla, Cuba.
- Zhoushan, China.[3]